# Menhir de Mazzè
Le menhir de Mazzè (en italien : menhir di Mazzè) est un mégalithe datant de l'Âge du bronze ou de l'Âge du fer situé à Mazzè, commune de la ville métropolitaine de Turin, dans le Piémont. 

## Situation
Le menhir se trouve à proximité de la Piazza Mattea, dans le centre de Mazzè.

## Description
Le monolithe, taillé dans le gneiss, se présente comme une sorte de colonne mesurant 4,20 m de hauteur pour un poids estimé à 2 500 kg ; sa circonférence est comprise entre 1 m au sommet et 2 m à la base. Il pourrait s'agir d'un monument funéraire datant de l'Âge du bronze ou de l'Âge du fer, et non d'un véritable menhir,.

## Histoire
Le pseudo-menhir est découvert renversé à proximité de la Doire baltée en 1988.